# Club de Pescadores
Il Club de Pescadores (Club dei Pescatori in italiano) è situato sulle rive del Rio della Plata lungo l'Avenida Costanera Norte di Buenos Aires in Argentina.

## Storia
Il Club fu fondato nel 1903 su un vecchio molo precedentemente costruito da una compagnia francese che lo utilizzava come punto di attracco e sbarco per il carbone, che veniva poi caricato in vagoni ferroviari in attesa accanto. Qualche tempo dopo, quando questa attività era cessata e le condizioni del molo erano peggiorate, i pescatori che si erano incontrati lì per praticare il loro sport, decisero di effettuare riparazioni al molo e di costruire un piccolo rifugio dove poter riporre le loro cose. Il 10 agosto 1905 una violenta tempesta sul fiume distrusse il molo. Ciò nonostante i membri del club non ne furono scoraggiati e in seguito continuarono le loro attività che ormai includevano l'organizzazione di regolari gare di pesca.
Nel 1926 fu avviato un piano per costruire un nuovo molo con un edificio su di esso per ospitare le attività sociali del club. Questo ricevette il consenso presidenziale nel 1928 e la costruzione del molo fu completata nel 1930. L'edificio sul molo, ancora esistente oggi, fu progettato da José N. Quartino in stile simil-castello belga e venne ufficialmente aperto il 16 gennaio 1937 alla presenza del presidente argentino il generale Agustín Pedro Justo.
Dichiarato monumento storico nazionale nel 2001, l'edificio è diventato un'icona della città di Buenos Aires.